# Somogyapáti
Somogyapáti é um município da Hungria, situado no condado de Baranya. Tem 10,7 km² de área e sua população em 2019 foi estimada em 469 habitantes.